# Бальнеологія
Бальнеологія (лат. balneum — купання; грец. λόγος — вчення) — розділ медицини, що вивчає мінеральні води, а саме їхнє походження, фізико-хімічні властивості, лікувально-профілактичний ефект, а також покази та протипокази до їхнього застосування.
З лікувальними цілями (як зовнішньо, так і всередину) застосовують найрізноманітніші мінеральні води. До лікувальних належать лише ті мінеральні води, вміст хімічних компонентів і фізичні властивості яких відповідають прийнятим нормам, розробленим на основі багаторічного досвіду лікувального застосування і спеціяльних досліджень. У результаті вживання мінеральної води відбувається сумарна дія солей, що містяться в ній, і інших речовин, що проникають через слизову оболонку в кров.
Розділами бальнеології є бальнеотерапія, бальнеотехніка та бальнеографія. Бальнеотерапія — метод зовнішнього лікування, профілактики та медичної реабілітації з використанням природних і штучних мінеральних вод.
Найвідомішими в Європі бальнеологічними курортами є Баден-Баден (Німеччина), Бат (Англія), Віші, Шод-Ег (Франція), Гевіз (Угорщина), Спа (Бельгія), Стамбул, Гаймана (Туреччина), Карлові Вари, Маріанські Лазні (Чехія), Лойкербад (Швейцарія), Мерано, Монтекатіні-Терме, Сатурнія, Сальсомаджоре-Терме (Італія), Бад-Ішль (Австрія); в США — Гот-Спрінґс (Арканзас), Трут-ор-Консекуенсес (Нью-Мексико), Саратоґа-Спрінґс (Нью-Йорк), Берклі-Спрінґс (Західна Вірджинія), Дезерт-Гот-Спрінґс (Каліфорнія); в Азії — Каґа (Японія), Байхе (Тайвань).
В Україні найвідомішими бальнеологічними курортами є Трускавець, Східниця, Моршин, Великий Любінь, Немирів (Львівська область), Хмільник (Вінницька область), Миргород (Полтавська область), Куяльник (Одеська область), Євпаторія, Саки, Феодосія (АР Крим), Слов'янськ (Донецька область), Поляна, Берегове, Шаян, Кваси, Свалява (Закарпатська область), Черче (Івано-Франківська область), «Горинь» (Рівненська область). Єдиним бальнеологічним санаторієм у центральній частині України є Знам'янська обласна бальнеологічна лікарня у Знам'янці (Кіровоградська область). Дениші (Житомирська область).

## Історія

### Стародавній світ

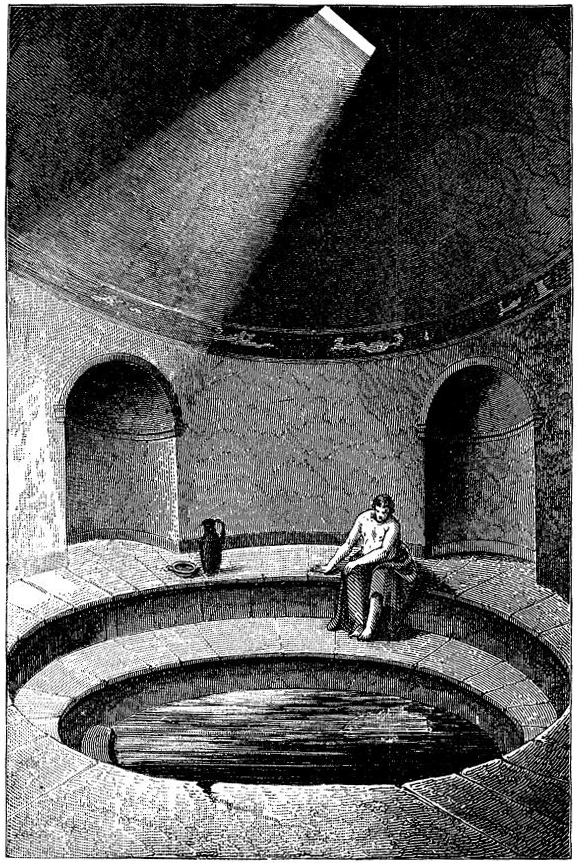
Фриґідаріум в Старих Лазнях у Помпеях(Стародавній Рим)

Зачатки бальнеології з'явились ще в V столітті до нашої ери, коли давньогрецький вчений Геродот запропонував спосіб споживання та покази до призначення мінеральних вод. У творах Гіппократа (V—IV ст. до н. е.) згадуються лікувальні властивості річкової, соленої та морської води. Римському лікареві Архіґену (I ст. н. е.) належить перша класифікація мінеральних вод.

### Середньовіччя та Новий час
У XV столітті італійський монах Дж. Савонарола випустив трактат про італійські мінеральні води, де вказувалось про користування мінеральними ваннами. Століттям пізніше були опубліковані лекції італійського лікаря Г. Фаллопія «Сім книг про теплі води», в яких автор окрім іншого намагається з'ясувати хімічний склад мінеральних вод.
Початок науковій бальнеології в XVII—XVIII століттях поклав німецький вчений Ф. Гофман, який вперше встановив хімічний склад мінеральних вод і наявність у них солей вугільної кислоти, кухонної солі, сірчанокислої магнезії тощо. Шведський фізик І. Я. Берцеліус 1822 року здійснив точний хімічний аналіз мінеральних джерел у Карлових Варах (Карлсбаде) і розробив наукові прийоми визначення складу мінеральних вод. Відтак, паралельно з розвитком природничих наук і медицини розвивалась і бальнеологія, що зрештою стала обширним розділом теоретичної та практичної медицини.

### Новітній час
Інтерес американців та європейців до мінеральних вод зменшувався. Лише в останні декади 20-го сторіччя ця зацікавленість почала відновлюватись.
1965 року в Баку відбувся Всесоюзний з'їзд курортологів і фізіотерапевтів, на якому обговорювались актуальні теоретичні й організаційні питання бальнеології, курортології та фізіотерапії, застосування природних і преформованих фізичних чинників для профілактики та лікування атеросклерозу, ревматизму, хвороб судин і периферійної нервової системи тощо. Для координації наукових досліджень бальнеології, курортології та фізіотерапії в соціалістичних країнах регулярно скликались наради та симпозіуми. Такі координаційні наради були проведені в Москві, Маріанске-Лазне, Познані, Будапешті, Бад-Ельстері. Актуальні питання бальнеології також обговорювались на Міжнародних конгресах з фізичної медицини (1960 року — у Вашинґтоні, 1964 — в Парижі, 1966 — в Канні, 1968 — в Монреалі), а також на Міжнародному конгресі з таласотерапії у Вестерланд-Кіле (Німеччина, 1966 рік).
Велику роль у розвитку бальнеології відіграють наукові товариства курортологів, бальнеологів і фізіотерапевтів: Міжнародна федерація з курортології та кліматології (Швеція), Міжнародне товариство медичної гідрології та кліматології (Париж), Американське товариство медичної гідрології (Вашинґтон), Міжнародна асоціація з фізичної медицини (Лондон), Польське товариство бальнеокліматологів (Познань), Болгарське товариство фізіотерапевтів (Пловдів).

## Мінеральні води

### Загальні відомості
Мінеральні води — підземні (рідше поверхневі) води з підвищеним вмістом біологічно активних мінеральних (рідше органічних) складників, що можуть мати специфічні фізико-хімічні властивості, що визначають вплив мінеральних вод на організм людини. У складі мінеральних вод наявні речовини, що в присутні також і в організмі людини; лікувальний вплив мінеральних вод полягає у відновленні порушеної рівноваги цих речовин в людському організмі. Вміст мінеральних речовин (окрім газів) у грамах на 1 літр води називається мінералізацією.

### Класифікація
1. За умовами утворення: природні та штучні;
2. За умовами виникнення та розташування: підземні та поверхневі;
3. За мінералізацією: слабкомінералізовані (1—2 г/л), малої мінералізації (2—5 г/л), середньої мінералізації (5—15 г/л), високої мінералізації (15—30 г/л), розсольні (35—150 г/л), міцнорозсольні (150 г/л і вище);
4. За формою застосування: внутрішнього (питного) призначення (мінералізація 2—20 г/л) та зовнішнього (бальнеологічного) призначення;
5. За переважними іонами: аніонні (хлоридні, гідрокарбонатні, сульфатні), катіонні (натрієві, кальцієві, магнієві) та змішані (хлоридно-натрієві, гідрокарбонатно-натрієві, хлоридно-кальцієві, гідрокарбонаті натрієво-кальцієво-магнієві тощо);
6. За наявністю газів: вуглекислі, азотні, сірководневі, сульфідні, радонові;
7. За вмістом біологічно активних мікроелементів: залізисті, миш'яковисті, кременисті, бромисті, йодисті, йодно-бромні;
8. За кислотністю: кислі (спричиняють згортання білків, ущільнюють надшкір'я, чинять дубильну дію на шкіру), нейтральні та лужні (або гідрокарбонатні; сприяють розпушенню та підвищенню еластичності шкіри);
9. За температурою: холодні (до 20 °С), теплі (субтермальні; 20 — 36 °С), гарячі (термальні; 37 — 42 °С), дуже гарячі (високотермальні; понад 42 °С).[15]

## Бальнеотерапія

### Лікувальна дія
Лікувальна дія бальнеотерапевтичних процедур закладена в гуморальному (здійснюється через кров) та рефлекторному механізмах (здійснюється через нервову систему). При зовнішньому застосуванні мінеральні води здійснюють на шкірні рецептори тепловий, хімічний, радіаційний та інші ефекти, впливають на терморегуляційні процеси організму, підвищуючи або знижуючи теплообмін і рівень окисно-відновних процесів.
Обумовлена наявністю різних провідних хімічних інгредієнтів, дія кожного типу мінеральних вод на організм людини є специфічною. Лікувальна дія мінеральних вод здійснюється залежно від хімічного, температурного та механічного характеру води.

### Методи бальнеотерапії
Бальнеотерапія охоплює методи профілактики та лікування порушень функцій організму, а також відновлення вже порушених функцію, використовуючи природні та штучно приготовані мінеральні води в курортних і некурортних умовах.
До основних методів бальнеотерапії належать:
- зрошення та промивання;
- інгаляції (вдихання повітря, насиченого дрібно розпиленою водою);
- купання в басейнах;
- прийняття ванн (температурний і хімічний вплив на шкіру на нервові рецептори із рефлекторними змінами системи кровообігу, інтенсивності процесів обміну речовин в організмі);
- питне споживання мінеральної води.[18]

Проведення даних процедур (переважно із застосуванням природних мінеральних вод) може проводитись у спеціяльній медичній установі — бальнеолікувальниці. Ефективність бальнеолікування залежить від кваліфікації лікаря, правильності побудови плану лікування, особливостей та стадії хвороби, реактивності організму пацієнта тощо.

## Бальнеотехніка

### Завдання
Бальнеотехніка — розділ техніки та бальнеології, що забезпечує охорону мінеральних вод від вичерпання, забруднення та псування. Бальнеотехніка створює умови для видобутку, обробки, зберігання та лікувального застосування мінеральних вод.
До завдань бальнеотехніки належать:
- розроблення раціональної технологічної схеми експлуатації родовищ мінеральних вод;
- облаштування каптажних споруд і насосних станцій для перекачування мінеральних вод, системи зовнішніх трубопроводів для їхнього транспортування до місць споживання та скидання відпрацьованих мінеральних вод;
- устатковування ванних будинків внутрішніми трубопроводами й бальнеотехнічними пристроями для проведення лікувальних процедур;
- облаштування резервуарів для зберігання мінеральної води;
- устатковування регенераційних басейнів.[17]

### Технологічні схеми
Експлуатація родовищ мінеральних вод здійснюється відповідно до розроблених і затверджених технологічних схем. Технологічні схеми — це комплекс заходів, що забезпечують раціональну експлуатацію родовищ мінеральних вод, гарантуючи захист їх від бактеріального та хімічного забруднення та вичерпання, а також якнайліпше збереження фізико-хімічного складу та лікувальних властивостей мінеральних вод під час їхнього добування, кондиціонування та транспортування до споживачів. Затверджена технологічна схема є обов'язковим до виконання документом для усіх організацій, що використовують, проектують або реконструюють бальнеологічні системи курорту.
Технологічні схеми розробки родовищ мінеральних вод складають на основі даних геолого-розвідувальних і гідрогеологічних робіт, завершуючи ці роботи. Ці схеми забезпечують гідрогеологічно обґрунтовану, технічно й економічно раціональну експлуатацію, додержання прийнятих для даного родовища кондицій, повного задоволення водою всіх користувачів, безумовної відповідності відібраних кількостей цих корисних копалин затвердженим експлуатаційним запасам. Розробці технологічних схем передує вивчення матеріалів з історії родовища, умов формування мінеральних вод, їхнього фізико-хімічного складу, затверджених кондицій і запасів.
За результатами польового дослідження, вивчення й аналізу сучасного стану родовищ і бальнеотехнічного господарства описується детальний технічний стан родовища, існуючої системи мінерального водопостачання, аналізуються результати спостережень за режимом експлуатації родовища, здійснюється інженерне оцінювання технічного стану, споруд, пристроїв і трубопроводів, здійснюється технологічне оцінювання покладу з вказанням основних недоліків системи експлуатації. На основі цих матеріалів розробляють пропозиції з вдосконалення існуючих систем мінерального водопостачання.
Відтак проводиться ознайомлення з генеральним планом перспективного розвитку санаторно-курортних закладів, вивчення та оцінювання раніше розробленої проєктної документації на побудову бальнеотехнічних та інших споруд, пов'язаних з використанням мінеральних вод. Далі оцінюється правильність прийнятих проєктних рішень з поправкою на входження до експлуатації нових користувачів та на вмістимість курортних закладів, вносяться необхідні корективи, удосконалюється система експлуатації, обґрунтовується проектоване розширення курорту.
Насамкінець, здійснюється розрахунок потреб водолікувальниць у мінеральних водах, відштовхуючись від установлених норм з витрат на бальнеотерапевтичні процедури; враховуються потреби курорту й інших організацій (заводів розливу, відомчих санаторіїв-профілакторіїв та інших лікувально-профілактичних закладів). Потребу в мінеральних водах зіставляють з їхніми ресурсами та, відштовхуючись від цього, визначають режим відбору та резервування мінеральних вод. З ціллю раціональних витрат мінеральних вод потребу в них визначають лише розрахунковим способом.
До технологічних схем додається графічний матеріал, а зокрема оглядова карта району родовища, геологогідрологічна карта та карти родовищ мінеральних вод, геологічні розрізи експлуатаційних свердловин з даними хімічного складу, дебіту, напору й температури води, схеми розташування експлуатаційних, резервних і спостережних свердловин, зон санітарної охорони, бальнеотехнічних споруд і мереж, водокористувачів, а також висотні схеми розробки родовища мінеральних вод. До текстових додатків належать каталоги, таблиці, довідки, дозволи, що стосуються водовикористання з родовища.

## Бальнеографія

### Курорти України
|            |
| Трускавець |

|          |
| Східниця |

|        |
| Моршин |

|          |
| Феодосія |

|          |
| Миргород |

### Курорти світу
|             |
| Баден-Баден |

|     |
| Бат |

|              |
| Карлові Вари |

|          |
| Сатурнія |

|       |
| Гевіз |

### Книги
- О. М. Кравець, А. А. Рябєв. Курортологія: підручник. — Харків : ХНУМГ ім. О. М. Бекетова, 2017. — С. 60—64. — ISBN 978-966-695-421-6.
- A. M. Ветитнев, Л. Б. Журавлева. Курортное дело: учебное пособие. — Москва : КНОРУС, 2006. — С. 187—209. — ISBN 5-85971-124-7.
- Н. В. Фоменко. Рекреаційні ресурси та курортологія. — Київ : Центр навчальної літератури, 2007. — 312 с.
- Бальнеологічні ресурси Передкарпаття / О. В. Федунь; Львів. держ. ун-т ім. І.Франка. — Л., 1999. — 167 c.

### Статті
- Hirak Behari Routh et al. Balneology, Mineral Water, and Spas in Historical Perspective // Elsevier. — 1996.